# 乌希

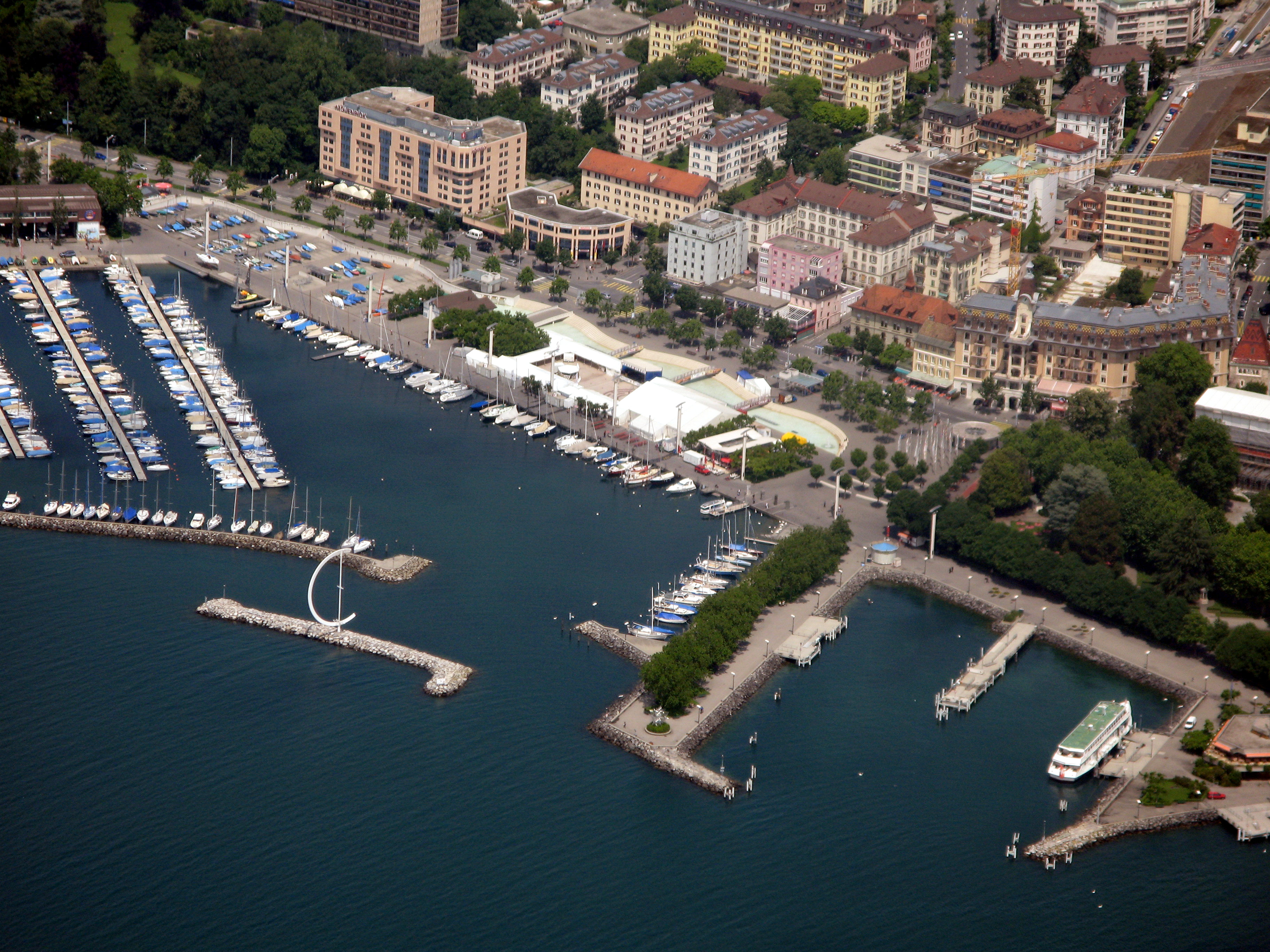
乌希港口

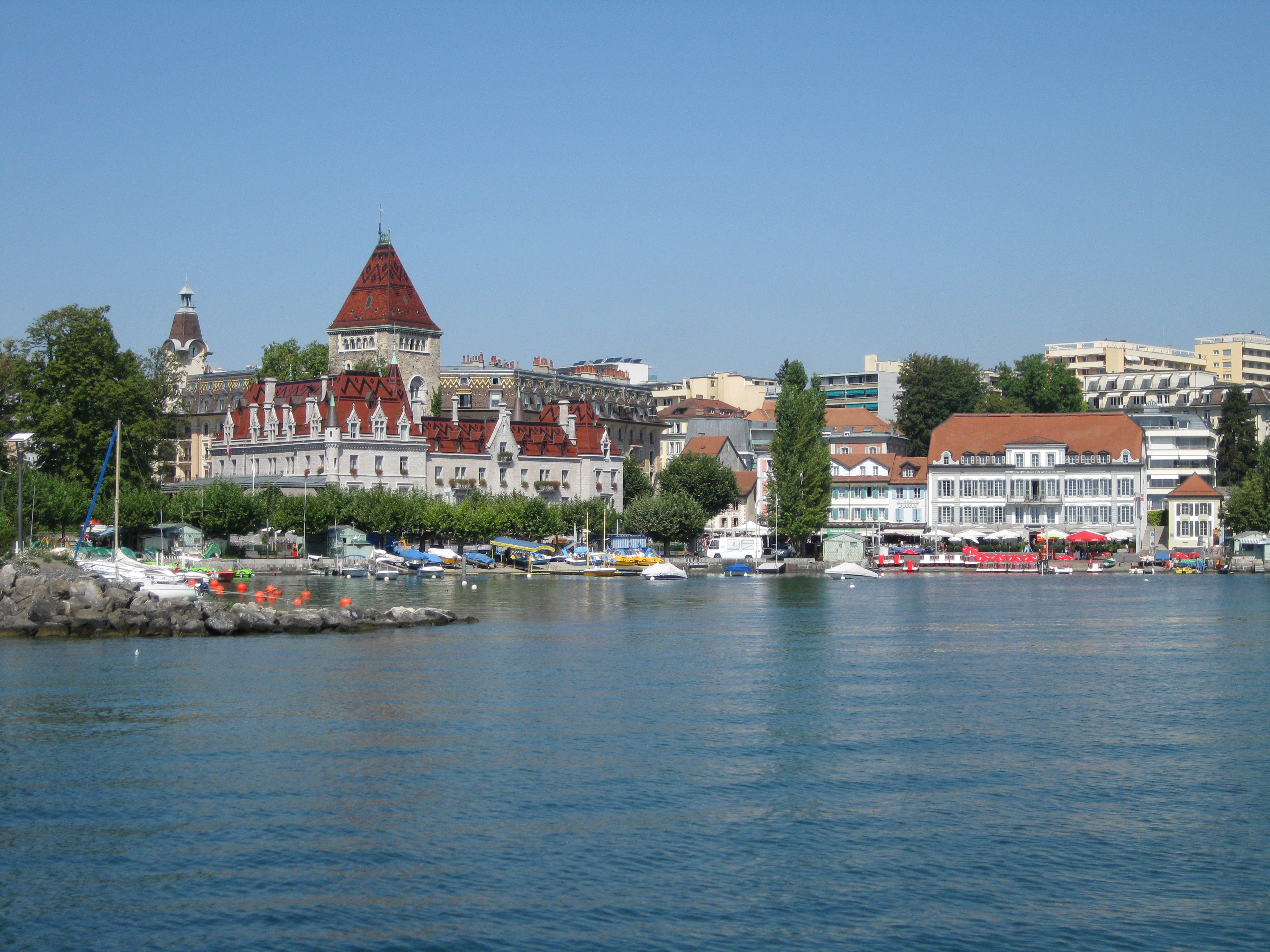
乌希城堡

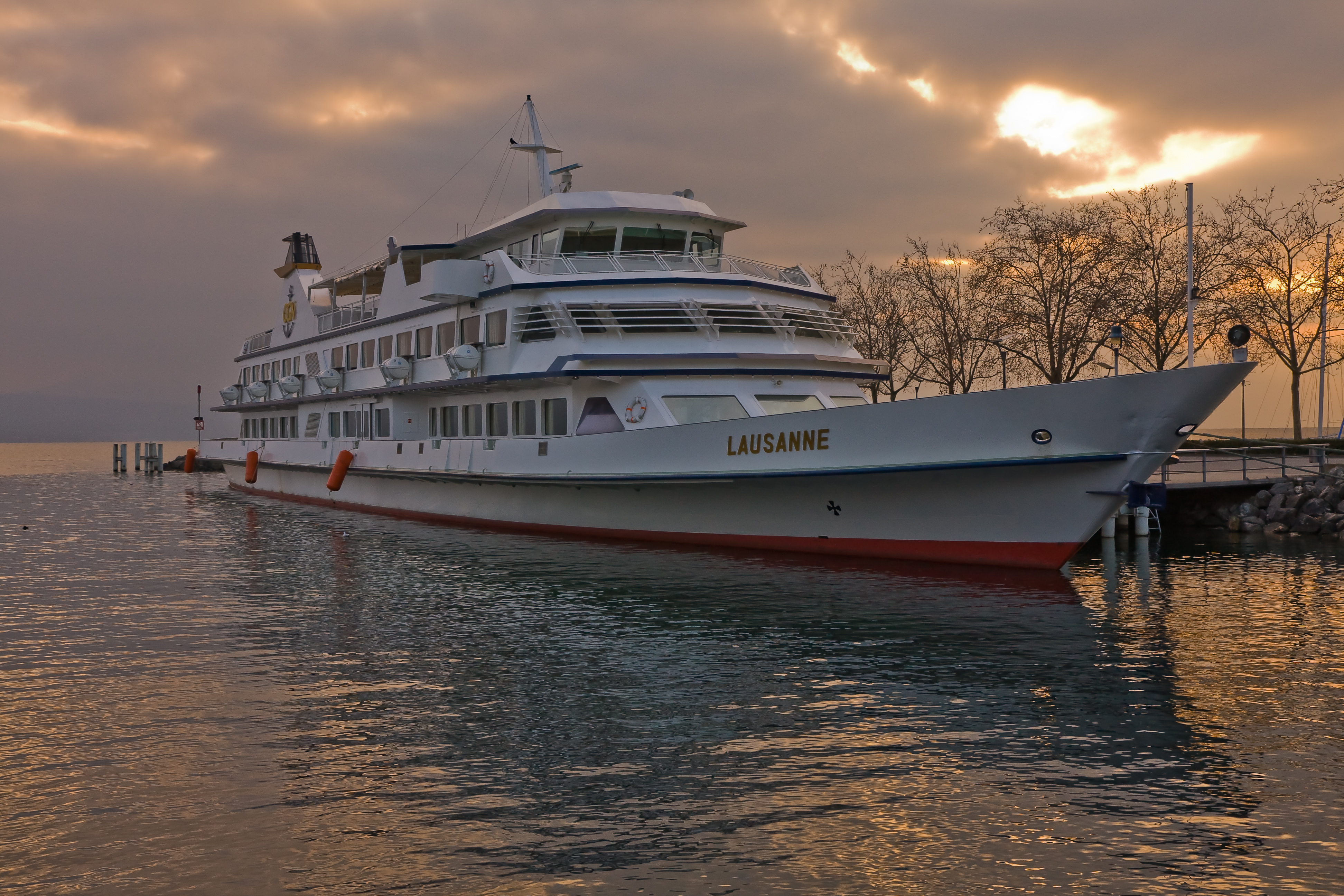
湖上渡船

乌希，或译乌契（Ouchy）是一个港口和热门的湖畔度假胜地，位于瑞士洛桑南部，濒临莱芒湖。
乌希深受游客欢迎，一是在此可欣赏莱芒湖和阿尔卑斯山的美景，并且眺望对岸法国城镇埃維昂萊班（依云）的风光，二是夏季凉爽的气候，三是轮滑胜地（洛桑被称为轮滑之都）。
乌希集中了大量酒店：Beau-Rivage Palace、乌希城堡、Mövenpick hotel等，还有环绕港口的餐馆。
国际奥林匹克委员会总部设于乌希以西的Vidy。奥林匹克博物馆和奥林匹克公园（博物馆和莱芒湖之间的雕塑公园）都位于乌希。

## 历史
乌希原是一个渔村，在19世纪中叶并入洛桑市，作为在莱芒湖上的港口。
1877年，瑞士第一条地面纜車开通，连接港口和洛桑市中心。1854年改建为齿轨铁路，维修厂位于乌希站。最终更名为洛桑-乌希地铁，该线一直运营到2006年，升级成为洛桑地铁2号线
1912年10月18日，意大利和奥斯曼帝国在乌希签署第一次洛桑条约，结束了意土战争。